# Mary Talbot
Mary Talbot, contessa di Northumberland (... – 16 aprile 1572), è stata una nobildonna e cortigiana inglese.

## Biografia
Era la figlia di George Talbot, IV conte di Shrewsbury, e della sua prima moglie Anne Hastings.

## Matrimonio
Nel gennaio del 1524, fu costretta a sposare Henry Percy, erede della contea di Northumberland, che era profondamente innamorato di Anna Bolena. Fu il cardinale Thomas Wolsey a porre fine alla relazione tra Henry e Anna, ricordando a Henry del suo fidanzamento con Mary Talbot.
Fu un matrimonio infelice fin dall'inizio. Henry successe al padre il 19 maggio 1527, e Mary fu da allora in poi designata come la contessa di Northumberland. Non ebbero figli. Nel mese di giugno 1532, Mary cercò di ottenere l'annullamento del matrimonio, a ragione del fatto che il marito aveva avuto una relazione con Anna Bolena. Percy fu interrogato da Enrico VIII e la petizione fu rigettata dal Parlamento: i due rimasero sposati.
Mary Talbot fu sospettata di essere cattolica, seguace di Maria, regina di Scozia, e di ascoltare la messa nella sua casa.

## Morte
Mary morì il 16 aprile 1572. Fu sepolta nella cattedrale di Sheffield.